# イオニア海
イオニア海（イオニアかい、英: Ionian Sea、伊: Mar Ionio）は、地中海の海域の一つである。ギリシャ半島（バルカン半島南部）とイタリア半島南部の間に広がり、北にアドリア海と接する。ギリシャ共和国およびアルバニア南部の西、イタリア本土の南、シチリア島の東にあたる。

## 名称
各言語では以下のように表記される。
- ギリシア語: Ιόνιο Πέλαγος
- イタリア語: Mar Ionio
- アルバニア語: Deti Jon
- シチリア語:Bhahari re Iyoni

## 地理

### 範囲

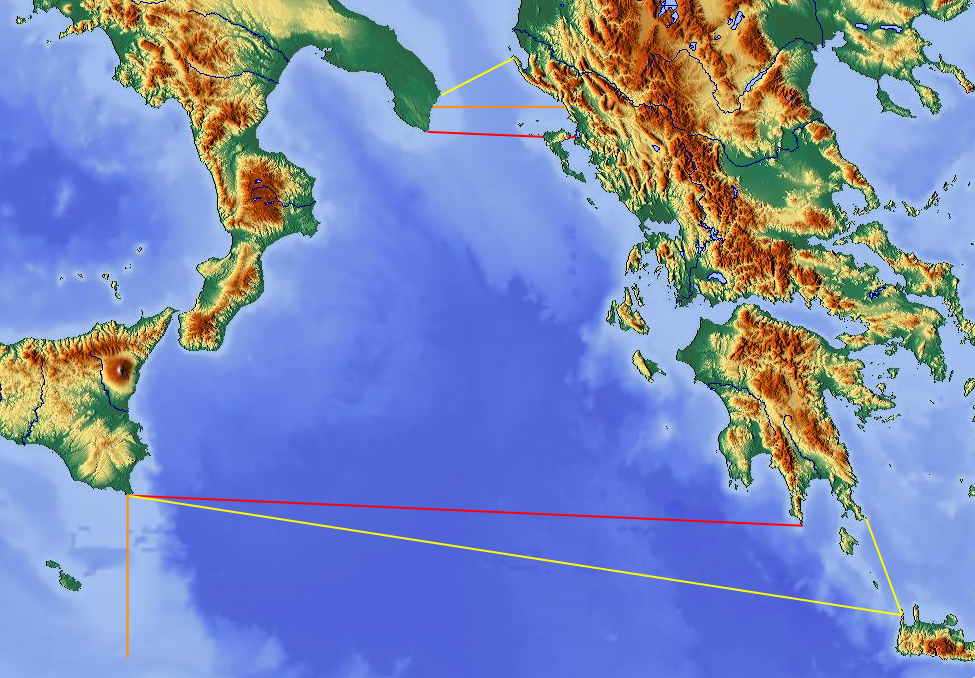
イオニア海の境界
黄色は伝統的な境界線、赤は国際水路機関の定義、オレンジはイタリアの気象機関Meteomarの定義

国際水路機関(IHO)は、地中海の下位区分としてイオニア海を定義しており、その境界は以下の通り。
北
アルバニアのブトリント川河口（北緯39度44分）から、ギリシャ・ケルキラ島（コルフ島）のケファリ岬（北緯39度45分） 、同島北海岸を経てカラゴル岬（北緯39度45分）、イタリア本土 サンタ・マリア・ディ・レウカ岬 (Santa Maria di Leuca) （北緯39度48分）に至る線
東
アルバニアのブトリント川河口から本土西海岸を下り、マタパン岬に至る。
南
マタパン岬からシチリア島南端パッセロ岬  (Capo Passero) に至る線。南東部に地中海最深 (5267m) のカリプソ海淵  (Calypso Deep) がある。
西
シチリア島東海岸、およびイタリア本土南東海岸で、サンタ・マリア・ディ・レウカ岬に至る
北にアドリア海と接する。西のシチリア島とイタリア本土の間のメッシナ海峡でティレニア海につながる。
右図にみられるように、境界についてはいくつかの異なる定義もある。

### 湾
イタリア側
- カターニア湾（英語版）
- スクイッラーチェ湾（英語版）
- ターラント湾

ギリシャ側
- アンヴラキコス湾
- コリンティアコス湾

### 島
ギリシャ側
- イオニア諸島

## 周辺自治体
イタリア側
- シチリア州
- カラブリア州
- バジリカータ州
- プッリャ州

ギリシャ側
- イオニア諸島地方
- イピロス地方
- 西ギリシャ地方
- ペロポネソス地方